# Teorema de la parada opcional
En teoría de la probabilidad, el teorema de la parada opcional (o teorema del muestreo opcional de Doob) afirma que, bajo ciertas condiciones, la esperanza de una martingala en un tiempo de parada es igual a su valor esperado inicial. Dado que las martingalas pueden utilizarse para modelizar la riqueza de un apostador que participa en un juego justo, el teorema de la parada opcional dice que, en promedio, no puede obtenerse ninguna ganancia parando el juego en base a la información disponible hasta el momento (es decir, sin conocer el resultado futuro).
El teorema de la parada opcional es una importante herramienta en matemática financiera en el contexto del teorema fundamental de valoración de activos.

## Enunciado (en tiempo discreto)
Sea {\displaystyle (\Omega ,{\mathcal {F}},\mathbb {F} =({\mathcal {F}}_{t})_{t\in \mathbb {N} _{0}},P)} un espacio de probabilidad filtrado, donde {\displaystyle \mathbb {N} _{0}=\mathbb {N} \cup \{0\}}. Sea {\displaystyle X=(X_{t})_{t\in \mathbb {N} _{0}}} una {\displaystyle (\mathbb {F} ,P)}-martingala, y sea {\displaystyle \tau } un {\displaystyle \mathbb {F} }-tiempo de parada. Suponemos que se da una de las siguientes tres condiciones:
(a) El tiempo de parada {\displaystyle \tau } es casi seguramente acotado, es decir, existe una constante {\displaystyle c\in \mathbb {N} } tal que {\displaystyle \tau \leq c} casi seguramente.
(b) El tiempo de parada {\displaystyle \tau } tiene esperanza finita, y las esperanzas condicionales del valor absoluto de los incrementos de {\displaystyle X} son casi seguramente acotadas; más precisamente, {\displaystyle E[\tau ]<\infty } y existe una constante {\displaystyle c} tal que {\displaystyle E[|X_{t+1}-X_{t}|{\big \vert }{\mathcal {F}}_{t}]\leq c} casi seguramente en el suceso {\displaystyle \{\tau >t\}}, para todo {\displaystyle t\in \mathbb {N} _{0}}.
(c) Existe una constante {\displaystyle c} tal que {\displaystyle |X_{\tau \land t}|\leq c} casi seguramente para todo {\displaystyle t\in \mathbb {N} _{0}}, donde {\displaystyle \land } denota el operador mínimo.
Entonces {\displaystyle X_{\tau }} es una variable aleatoria casi seguramente bien definida, y {\displaystyle E[X_{\tau }]=E[X_{0}]}.
Análogamente, si el proceso estocástico {\displaystyle X=(X_{t})_{t\in \mathbb {N} _{0}}} es una submartingala o una supermartingala, y una de las condiciones anteriores se cumple, entonces
{\displaystyle E[X_{\tau }]\geq E[X_{0}]}
o
{\displaystyle E[X_{\tau }]\leq E[X_{0}]},
respectivamente.

### Observación
Bajo la condición (c), es posible que el suceso {\displaystyle \tau =\infty } tenga probabilidad estrictamente positiva. En este suceso, {\displaystyle X_{\tau }} se define como el límite puntual de {\displaystyle (X_{t})_{t\in \mathbb {N} _{0}}} cuando {\displaystyle t\rightarrow \infty }, que existe casi seguramente por el teorema de convergencia de martingalas de Doob.
- Datos: Q2027347